# John Habakkuk
Hrothgar John Habakkuk (13 mai 1915 - 3 novembre 2002) est un historien économique britannique.

## Biographie
Habakkuk est né à Barry, dans la vallée de Glamorgan, au Pays de Galles, fils d'Evan et d'Anne Habakkuk. Il est nommé "Hrothgar" d'après Hrothgar dans Beowulf, que son père lisait au moment de sa naissance. Cependant, il est connu sous le nom de John lorsqu'il commence à voyager aux États-Unis, et lorsqu'il est fait chevalier, il trouve plus facile de s'appeler "Sir John" que "Sir Hrothgar" . Son nom de famille est dû à un ancêtre du XVIIe siècle d'après le prophète Habacuc, c'est une coutume galloise à cette époque de prendre des patronymes de la Bible,.
Il fait ses études à la Barry County School et au St John's College de Cambridge (chercheur et étudiant de Strathcona diplôme de première classe en histoire 1936). Il commence à étudier pour un doctorat sous John Clapham, mais ses progrès sont interrompus par la Seconde Guerre mondiale. En 1938, il est élu membre du Pembroke College de Cambridge, poste qu'il occupe jusqu'en 1950. Il travaille à Bletchley Park de 1940 à 1942 et au Board of Trade de 1942 à 1946, période pendant laquelle il trouve encore le temps d'effectuer des recherches au Public Record Office et dans les archives des maisons de campagne. Après la guerre mondiale, iI est de 1946 à 1950, directeur des études et bibliothécaire du collège et maître de conférences à la faculté des sciences économiques. En 1973, le Pembroke College le nomme membre honoraire. De 1950 à 1960, il est rédacteur en chef, avec Michael Postan, de The Economic History Review.
En 1950, il s'installe à Oxford, où il reste jusqu'à sa mort. À l'âge de trente-cinq ans seulement, il est nommé professeur Chichele d'histoire économique à l'Université d'Oxford et Fellow du All Souls College. Il occupe ce poste jusqu'en 1967, date à laquelle il devient directeur du Jesus College. Il est également vice-chancelier de l'Université d'Oxford (1973-1977)  et pro-vice-chancelier (1977-1984). Il prend sa retraite en 1984 et est Ford Lecturer l'année suivante. Il est à nommé élu fellow du All Souls College en 1988. Il est également président du University College de Swansea de 1975 à 1984 et membre honoraire du collège à partir de 1991. Il est professeur invité à l'Université Harvard 1954/5 et à l'Université de Californie, Berkeley (Ford Research Professor)  en 1962/3.
Il est élu membre de la British Academy en 1965 et membre de la Société américaine de philosophie en 1966. Il est nommé chevalier en 1976. La même année, il entame un mandat de quatre ans en tant que président de la Royal Historical Society. Il reçoit le diplôme de docteur ès lettres honoris causa de l'Université du pays de Galles (1971), de Cambridge (1973), de Pennsylvanie (1975), de Kent (1978) et d'Ulster (1988).
Il est membre du Conseil consultatif sur les archives publiques de 1958 à 1970, du Conseil de recherche en sciences sociales de 1967 à 1971, du Comité des bibliothèques nationales de 1968 à 1969, du Conseil d'administration de l'Association internationale des universités de 1975 à 1984 et de la Commission royale sur Manuscrits historiques 1978–90. Il est président du comité des vice-chanceliers et directeurs des universités du Royaume-Uni de 1976 à 1977, du groupe consultatif sur les services de santé de Londres de 1980 à 1981 et de l'Oxfordshire District Health Authority de 1981 à 1984.
Habakkuk épouse Mary Richards (décédée en 2002) qu'il a rencontrée pendant la guerre et qui a ensuite étudié l'histoire à Cambridge, en 1948. Ils ont un fils et trois filles. Il est décédé, d'une insuffisance rénale et d'une myélodysplasie, au domicile d'une de ses filles, le 3 novembre 2002.

## Ouvrages
- John Habakkuk, Marriage, debt, and the estates system: English landownership 1650–1950 (Oxford: Clarendon Press, 1994).
- John Habakkuk, Population growth and economic development since 1750 (Leicester: Leicester University Press, 1971).
- John Habakkuk, Industrial organisation since the Industrial Revolution (Southampton: University of Southampton, 1968).
- John Habakkuk, American and British technology in the nineteenth century: the search for labour-saving inventions (Cambridge University Press, 1962).
- John Habakkuk et al., Lectures on economic development=Études sur le développement économique (Iktisat Fakültesi nesriyatı no. 101, Istanbul: Faculty of Economics, Istanbul University, and Faculty of Political Sciences, Ankara University, 1958).
- H.J. Habakkuk, 'English Landownership, 1680–1740', Economic History Review 1st series 10.1 (February 1940), pp. 2–17.